# Hainzendorf
Hainzendorf ist ein Weiler mit 29 Einwohnern und gehört zur oberfränkischen Stadt Burgkunstadt im Landkreis Lichtenfels.

## Geographische Lage
Der Weiler liegt auf rund 372 m ü. NHN am nördlichen Fuße des Berges Fleck, eines nach Norden hin flach abfallenden, von Süden her gut hundert Meter hoch aufgeschobenen Hochplateaus mit der Schichtung Feuerletten-Rhätoliassandstein-Lias-α Hainzendorf liegt rund 4,4 km nordöstlich des Burgkunstadter Ortskernes, etwa einen Kilometer von der Grenze zum Markt Küps entfernt, die auch die Grenze zum Landkreis Kronach darstellt. Kirchlein liegt etwa 500 Meter nordwestlich des Weilers, und etwa 1,5 km nordöstlich ragt der 532,6 m ü. NHN hohe Rainberg aus der Kirchleuser Platte hervor.

## Geschichte

### Ortsname und Ortsgründung
Die Schreibweise des Ortsnamens war wie bei anderen Orten im Laufe der Zeit einem steten Wandel unterworfen, da es eine genormte Schreibung bis ins 19. Jahrhundert hinein nicht gab. Für Hainzendorf gab es als älteste überlieferte Schreibweise aus dem Jahr 1071 „Heinrichesdorf“, 1335 und 1337 „Heinczendorff“, 1349 „Heinczendorf“, 1624 „Jeintzendorff“ und 1801 erstmals die heutige Schreibung „Hainzendorf“.
Sprachgeschichtlich lässt sich Hainzendorf als Dorf des Hainzo (oder Heinzo) deuten. Der Name ist eine Koseform des Vornamens Heinrich. Höchstwahrscheinlich wurde Hainzendorf im 10. Jahrhundert gegründet und bei dem Namen Heinrich wird es sich um den am 18. September 1017 verstorbenen Markgraf Heinrich von Schweinfurt handeln. Nachdem mit dem Tod seines Sohnes Otto das markgräfliche Haus im Mannesstamme ausgestorben war, erbte Ottos Tochter Alberat neben anderen Besitzungen in Oberfranken auch den grundherrlich organisierten Frohnverband „Counstat“ (Alten- und Burgkunstadt) mit dem dazugehörigen locus Heinricheshof, dem heutigen Weiler Hainzendorf. Der Hainzendorfer Urhof dürfte als befestigter Wirtschaftshof eines Vasallens der Schweinfurter Markgrafen um die Wende vom 10. zum 11. Jahrhundert angelegt worden sein, dessen Aufgabe es war, am Rande der Alberatischen Besitzungen im Obermaingebiet, wie viele andere ihrer Vasallen Rodungen durchzuführen. Es könnte sich dabei um einen Angehörigen des Geschlechts der Edelfreien von Gerendenrode aus dem benachbarten Gärtenroth handeln, die sich im 11. Jahrhundert um ihren Stammsitz in Gärtenroth und um die Ansiedlungen Hain und Weides Rodungsherrschaften herum aufgebaut haben.
Die erste urkundliche Erwähnung war 1330 als „Heinzendorf“.
Im Jahr 1335 verkaufte ein Kuno zu Punzendorf seinen in „Heinczendorff“ gelegenen Hof an das Kloster Langheim.

### Frühe Neuzeit bis Heute
Am 1. Januar 1977 wurde Hainzendorf im Zuge der Gemeindegebietsreform in Bayern zusammen mit Reuth als weiterem Ortsteil der damaligen Gemeinde Kirchlein in die Stadt Burgkunstadt eingegliedert.

### Einwohnerentwicklung
| Jahr          | 1987  | 2001  | 2002  | 2003  | 2004  | 2005  | 2006  | 2007   | 2008   | 2009   | 2010   | 2011   | 2012   | 2013   | 2014   |
| Einwohnerzahl | 33    | 34    | 36    | 36    | 37    | 36    | 32    | 32     | 32     | 31     | 31     | 29     | 29     | 27     | 26     |
| Quelle        | [ 8 ] | [ 9 ] | [ 9 ] | [ 9 ] | [ 9 ] | [ 9 ] | [ 9 ] | [ 10 ] | [ 10 ] | [ 10 ] | [ 10 ] | [ 11 ] | [ 11 ] | [ 11 ] | [ 11 ] |